# بشنیود
بشنیود (به مجاری:  Besenyőd) یک منطقهٔ مسکونی در مجارستان است که در ناحیه باکتالورانت‌هازا واقع شده‌است. بشنیود ۹٫۴۵ کیلومتر مربع مساحت و ۶۸۱ نفر جمعیت دارد.